# La Nuit décisive
Pour plus de détails, voir Fiche technique et Distribution.
La Nuit décisive (titre original : Die Nacht der Entscheidung) est un film allemand réalisé par Nunzio Malasomma et Walter Janssen sorti en 1938.
Il s'agit de l'adaptation de la nouvelle de Rolf E. Vanloo (de).

## Synopsis
Tessa Brückmann, une Péruvienne aux cheveux noirs, est mariée au vénérable consul allemand Brückmann. Elle s'est rapidement liée d'amitié avec sa fille de 17 ans, Gisela. Quand l'adolescente rencontre un jour un compatriote de sa belle-mère, Fernando Alvarez, et danse avec lui à son premier bal, elle est enviée par tous ses amis. L'étranger est un gentleman dans la fleur de l'âge, chic et manifestement riche. Néanmoins, Gisela n'est pas vraiment intéressée par le sexe opposé, sa passion est actuellement le tennis. Tessa se fige presque quand elle voit Fernando, il était autrefois son amant avant de connaître et d'aimer son mari actuel. Cependant, Tessa n'avoue pas à Brückmann qu'elle et Fernando se connaissent depuis longtemps. Tessa invite le sud-américain, un partenaire commercial, chez elle. Ce dernier doit retourner dans son pays tout de suite s'occuper de sa ferme, soit avant le consul. Tessa décide de se plier à la sollicitation de Fernando et de l'accompagner dans son pays d'origine.
Cependant, un événement grave survient. Le train dans lequel son mari est censé voyager a déraillé. Tessa craint que son mari ne fasse partie des victimes. Elle croit qu'elle doit maintenant s'occuper de sa belle-fille et, de plus, commence à réaliser à quel point elle aimait son mari. Tessa Brückmann est d'autant plus soulagée que l'homme que l'on croyait mort se dresse soudain vivant devant la porte d'entrée : Brückmann avait pris l'avion au lieu du train. Tessa est maintenant consciente qu'elle veut passer sa vie aux côtés de son mari et décide de laisser partir Fernando. Néanmoins, la Péruvienne a mauvaise conscience, puisqu'elle a failli être adultère et le quitter. Tessa décide de tout avouer à son mari. Il est très déçu d'elle et se détourne. Maintenant, Tessa veut soudainement fuir, mais sa fille Gisela sait quoi faire et convainc son père de pardonner à Tessa. Brückmann demande alors à Tessa de rester, et à la fin les deux amoureux gagnent.

## Fiche technique
- Titre : La Nuit décisive
- Titre : Die Nacht der Entscheidung
- Réalisation : Nunzio Malasomma assisté d'Eugen de Monti, Walter Janssen (dialogues)
- Scénario : Harald G. Petersson, Philipp Lothar Mayring
- Musique : Lothar Brühne
- Direction artistique : Robert A. Dietrich (de), Artur Günther (de)
- Photographie : Karl Puth (de)
- Son : Martin Müller
- Montage : Alexandra Anatra (de)
- Production : Hans von Wolzogen
- Société de production : Fabrikation Deutscher Filme (F.D.F.) GmbH
- Société de distribution : Märkische Film GmbH
- Pays de production :  Reich allemand
- Langue : allemand
- Format : Noir et blanc — 35 mm — 1,37:1 — Son : Mono
- Genre : Film dramatique
- Durée : 89 minutes
- Dates de sortie :
  - Troisième Reich : 22 décembre 1938.
  - France : 25 septembre 1940[1].

## Distribution
- Pola Negri : Tessa Brückmann
- Hans Zesch-Ballot : Le consul Brückmann
- Sabine Peters : Gisela, sa fille
- Iván Petrovich : Fernando Alvarez
- Ernst Dumcke (de) : son excellence Vivanco
- Hertha von Walther : sa femme
- Hans Richter : Pedro
- Annemarie Schäfer : Manuela
- Edwin Jürgensen (de) : le directeur Lopez
- Hubert von Meyerinck : le chef du salon de mode
- Olga Limburg (de) : la directrice
- Bruno Ziener : Le majordome des Brückmann
- Margarete Genske : La soubrette des Brückmann
- Erhart Stettner : Le majordome des Alvarez
- Alice Treff (de) : Lizzy
- Werner Pledath (de) : Berger, un membre d'équipage
- Georg H. Schnell : le président du syndicat de Londres
- Eduard Bornträger (de) : l'huissier au club de tennis
- Josef Reithofer : un portier de l'hôtel de Hambourg
- Max Mothes : Le jardinier des Brückmann
- Edith Meinhard : une dame de démonstration dans le salon de mode
- Hilla Höfer : une danseuse sud-américaine
- Fritz Draeger : un danseur du bal

## À noter
- Le tournage commence à la mi-août 1938 et se termine le mois suivant, il est perturbé par la crise des Sudètes[3].
- La Nuit décisive est le premier film allemand diffusé en France depuis l'Occupation[4].

## Crédit d'auteurs
- (de) Cet article est partiellement ou en totalité issu de l’article de Wikipédia en allemand intitulé « Die Nacht der Entscheidung (1938) » (voir la liste des auteurs).